# براندون مور (لاعب كرة قدم أمريكية أمريكي)
براندون مور (بالإنجليزية: Brandon Moore)‏ هو لاعب كرة قدم أمريكية أمريكي، ولد في 21 يونيو 1970 في Ardmore, Pennsylvania ‏ في الولايات المتحدة.